# Терновка (Камышинский район)
Терновка — село в Камышинском районе Волгоградской области, административный центр  Терновского сельского поселения.
Население - 983 чел. (2010)

## История
Основано в XVIII веке на одноимённой речке. Населённый пункт впервые отмечен на карте Российской империи 1816 года как хутор Терновской. Хутор входил в состав Камышинской волости Камышинского уезда Саратовской губернии.
С 1928 года - центр Терновского сельсовета в составе Камышинского района Камышинского округа (округ ликвидирован в 1930 году) Нижневолжского края (впоследствии Сталинградского края, с 1936 года - Сталинградской области, с 1961 года - Волгоградской области). В 2005 году сельский совет преобразован в Терновское сельское поселение.

## География
Село находится в лесостепи, в пределах восточной покатости Приволжской возвышенности, являющейся частью Восточно-Европейской равнины, на реке Терновка. Рельеф местности холмисто-равнинный, сильно расчленённый балками и оврагами. Распространены каштановые почвы. Средняя высота над уровнем моря - 64 метра.
По автомобильным дорогам расстояние до районного центра города Камышин - 18 км, до областного центра города Волгоград - 210 км, до города Саратов - 200 км. 
Климат
Климат умеренный континентальный (согласно классификации климатов Кёппена - Dfa). Многолетняя норма осадков - 388 мм. Наибольшее количество осадков выпадает в июле - 46 мм, наименьшее в марте - 21 мм. Среднегодовая температура положительная и составляет + 7,1 С, средняя температура самого холодного месяца января -9,4 С, самого жаркого месяца июля +23,0 С.
Часовой пояс
Терновка, как и вся Волгоградская область, находится в часовой зоне МСК (московское время). Смещение применяемого времени относительно UTC составляет +3:00.

## Население
| 1897 | 2002 |
| ---- | ---- |
| 869  | 1030 |

| 2010 |
| ---- |
| 983  |